# Sharon Rooney
Sharon Rooney, född 22 oktober 1988 i Glasgow, är en brittisk skådespelare.
Rooney har bland annat medverkat i TV-serierna Jerk (2019–2023) och The Control Room från 2022. Hon har även medverkat i filmerna Dumbo från 2019 och Barbie från 2023.

## Filmografi (i urval)
- 2019-2022: Jerk
- 2019: Dumbo
- 2022: The Control Room
- 2023: Barbie
- 2024 – Daddy Issues (TV-serie)